# Синагога Гориции
Синагога Гориции (итал. Sinagoga di Gorizia) — синагога на улице Градицио Исайя Асколи в городе Гориция, в Италии. Открыта в 1756 году и является местом богослужения приверженцев иудаизма.

## История и описание
Синагога расположена на территории бывшего еврейского гетто в Гориции. Здание было построено в 1756 году на месте временной молельни, действовавшей с 1699 года.
В синагогу можно попасть через двойной арочный вход с деревянными дверьми, увенчанными скрижалями закона и восьмиконечной звездой под ними, который ведёт в небольшой двор. Современный вид вход приобрёл после перестройки 1894 года под руководством инженера Эмилио Луццатто. Во дворе синагоги находится стилизованная менора работы скульптора Симона Бенеттона и мемориальная доска в память о депортации евреев из Гориции 23 ноября 1943 года.
Из атриума на первом этаже, который в настоящее время занимают собрания Еврейского музея, ведёт лестница в помещение, расположенное на втором этаже. В 1969 году синагога Гориции перешла во владения местного муниципалитета и пришла в запустение, но уже в 1984 году она была полностью восстановлена.
Помещение, в котором доминирует деревянная балконная галерея, освещается большими окнами и двумя коваными железными люстрами. Синагогальный ковчег в стиле барокко с четырьмя витыми колоннами из черного мрамора окружён прекрасным кованым железом XVIII века и позолоченной балюстрадой. В верхней части помещения находится бима. Кафедра, четыре больших канделябра и складные скамейки завершают убранство храма.

## Музей
В 1998 году на первом этаже здания был открыт музей под названием «Иерусалим на Изонцо», который иллюстрирует историю евреев с библейских времён до диаспоры с описанием обрядов и традиций. Одна из экспозиций музея посвящена истории еврейской общины Гориции и рассказывает о старейшем средневековом поселении евреев в регионе, основании гетто в XVII веке, участии евреев в экономической и социальной жизни Гориции вплоть до депортации во время нацистской оккупации города. Некоторые экспозиции посвящены известным личностям — раввинам Абрамо Вита Реджио и Исакко Самуэле Реджио, глоттологу Грациадио Исайя Асколи, журналистке Каролине Луццатто, философу Карло Микельштедтеру, журналисту и писателю Энрико Рокка, художнику Витторио Болаффио.
Собрания музея в основном носят образовательный характер и включают иллюстрированные панно и ряд оригинальных предметов, восстановленных после выноса из синагоги мебели во время Второй мировой войны. Здесь также экспонируются работы философа Карло Микельштедтера, предоставленные Фондом Карло Микельштедтера. Материалы музея доступны слепым и слабовидящим посетителям. В стенах учреждения также проходят временные выставки, посвящённые иудаизму и истории государства Израиль. Ежегодные встречи организуются по случаю Международного дня памяти жертв Холокоста (27 января), Европейского дня еврейской культуры (первое воскресенье сентября) и в годовщину депортации евреев Гориции (23 ноября). Управление мероприятиями и визитами осуществляется Ассоциацией друзей Израиля Гориции от имени муниципалитета Гориции.